# Éder Ferreira Graminho
Éder Ferreira Graminho (Gurupi, 5 aprile 1995) è un calciatore brasiliano, difensore del Ceará.

## Caratteristiche tecniche
È un difensore centrale.

## Carriera
Cresciuto nelle giovanili del Bahia, ha esordito in prima squadra il 13 maggio 2015 in occasione del match pareggiato 0-0 contro il Luverdense.

## Statistiche

### Presenze e reti nei club
Statistiche aggiornate al 5 maggio 2018.
| Stagione        | Squadra              | Campionato      | Campionato | Campionato | Coppe nazionali | Coppe nazionali | Coppe nazionali | Coppe continentali | Coppe continentali | Coppe continentali | Altre coppe | Altre coppe | Altre coppe | Totale | Totale | Totale |
| Stagione        | Squadra              | Comp            | Pres       | Reti       | Comp            | Pres            | Reti            | Comp               | Pres               | Reti               | Comp        | Pres        | Reti        | Pres   | Reti   |        |
| --------------- | -------------------- | --------------- | ---------- | ---------- | --------------- | --------------- | --------------- | ------------------ | ------------------ | ------------------ | ----------- | ----------- | ----------- | ------ | ------ | ------ |
| 2015            | Bahia                | PD/BA+B         | 0          | 0          | CB              | 1               | 0               | CS                 | 0                  | 0                  |             | -           | -           | 1      | 0      |        |
| 2016            | Bahia                | PD/BA+B         | 10+9       | 0          | CB              | 4               | 1               |                    | -                  | -                  |             | -           | -           | 23     | 1      |        |
| 2017            | Bahia                | PD/BA+A         | 9+9        | 1+1        | CB              | 0               | 0               |                    | -                  | -                  |             | -           | -           | 18     | 2      |        |
| 2018            | Grêmio Novorizontino | A1/SP           | 13         | 1          | CB              | 0               | 0               |                    | -                  | -                  |             | -           | -           | 13     | 1      |        |
| Totale carriera | Totale carriera      | Totale carriera | 64         | 3          |                 | 5               | 1               |                    | -                  | -                  |             | -           | -           | 69     | 4      |        |